# Wilhelm Peppler
Wilhelm Peppler (* 21. Januar 1884 in Grünberg, Hessen; † 6. Juni 1961 in Friedrichshafen) war ein deutscher Meteorologe. 

## Leben und Wirken
Wilhelm Peppler begann 1903 das Studium der Naturwissenschaften an der Universität Gießen, das er 1909 mit dem Staatsexamen für das höhere Lehramt abschloss. Als Student richtete er zusammen mit seinem älteren Bruder Albert den Hessischen Landeswetterdienst ein. Nach dem Studium war er Assistent des Geophysikers und Meteorologen Franz Linke am meteorologisch-physikalischen Institut der Universität Frankfurt. Von 1910 bis 1911 leitete Peppler den Hessischen landwirtschaftlichen Wetterdienst an der Universität Gießen; anschließend war er bis 1919 wissenschaftlicher Assistent Richard Aßmanns im Meteorologischen Observatorium Lindenberg des Preußischen Aeronautischen Instituts. Während des Ersten Weltkriegs errichtete er für die Marine zwei Drachenstationen in Flandern (Bredene und Sint-Michiels). Nach seiner Habilitation für das Fach Meteorologie in Gießen übernahm er 1925 von Ernst Kleinschmidt die Leitung der Drachenstation am Bodensee in Friedrichshafen, einer vom Grafen Ferdinand von Zeppelin und Hugo Hergesell vorbereiteten und 1908 vom Königreich Württemberg eingerichteten Wetterstation, deren Wetterdaten vorzugsweise mittels Drachen oder Ballonen vom Forschungsschiff Gna aus erhoben wurden. Peppler baute die Drachenstation zum „Aerologischen Observatorium Friedrichshafen“ (seit 1933) aus. Die Forschungseinrichtungen nahmen beim Luftangriff auf Friedrichshafen am 28. April 1944 schweren Schaden, worauf Peppler sie nach Buchau verlegte. Nach Kriegsende leitete er den Deutschen Meteorologischen Dienst der französischen Besatzungszone, von 1949 bis zu seiner Pensionierung 1953 den Landeswetterdienst Württemberg-Hohenzollern. Peppler gehörte dem Verein für Geschichte des Bodensees und seiner Umgebung an, in dessen Vorstand er von 1939 bis 1957 das Land Württemberg vertrat.

## Schriften (Auswahl)
- Die wissenschaftlichen Arbeiten der Drachenstation am Bodensee. In: Schriften des Vereins für Geschichte des Bodensees und seiner Umgebung. Band 60, 1932/33, S. 143–153. Digitalisat
- Ergebnisse der mehrjährigen Messungen der Ortshelligkeit am Bodensee. In: Schriften des Vereins für Geschichte des Bodensees und seiner Umgebung. Band 57, 1929, S. 157–190. Digitalisat
- Der Föhn im Bodenseegebiet nach den aerologischen Beobachtungen der Drachenstation. In: Schriften des Vereins für Geschichte des Bodensees und seiner Umgebung. Band 54, 1926, S. 334–350. Digitalisat